# سيلسوفيت
سيلسوفيت ((بالبيلاروسية: сельсавет). (بالروسية: сельсовет)‏ ؛ (بالأوكرانية: сільрада)‏، silrada ) هو اسم مختصر لمجلس ريفي وللمنطقة التي يحكمها مثل هذا المجلس (السوفياتي). الأسماء الكاملة لهذا المصطلح هي: في (بالبيلاروسية: се́льскi саве́т)، (بالروسية: се́льский сове́т)‏، (بالأوكرانية: сільська́ ра́да)‏. كانت مجلس قروي أدنى مستوى من التقسيم الإداري في المناطق الريفية في الاتحاد السوفيتي. بعد تفكك الاتحاد السوفيتي، احتفظ عليها كطبقة ثالثة من التقسيم الإداري الإقليمي في جميع أنحاء أوكرانيا وروسيا البيضاء وبعض كيانات روسيا الاتحادية.
سيلسوفيت هو التقسيم الإداري الريفي لرايون تضم منطقة أو أكثر من المناطق الريفية الأصغر ويخضع لإدارة تابعة لها.
يشير الاسم إلى الإدارة الذاتية الريفية المحلية، والسوفيتية الريفية (المجلس)، وهو جزء من نظام الإدارة السوفياتي. وكان سيلسوفيت برئاسة رئيس، الذي كان يُعين من الإدارة العليا.
لفترة طويلة من التاريخ السوفياتي، احتفظ بجوازات السفر ‏ لسكان الريف في المكاتب السيلسوفيتية، و لا يستطيع الناس التحرك خارج منطقة إقامتهم دون إذن من السيلسوفيت.

## السيلسوفيتات في روسيا
بقي التقسيم إلى وحدات الحكم الذاتي كوحدات إدارية إقليمية بعد تفكك الاتحاد السوفيتي في العديد من كيانات روسيا الاتحادية.
في روسيا الحديثة، تعتبر السيلسوفيت نوعًا من التقسيم الإداري لمديرية ما في كيان فدرالي في روسيا، وهو مساوٍ لمركز بلدة ذات أهمية أو منطقة حضرية ذات أهمية، ولكن تُنظم حول منطقة ريفية محلية (على عكس مدينة أو مستوطنة حضرية). في بعض الكيانات الفيدرالية، استبدلت السيلسوفيتات بالمستوطنات الريفية البلدية، والتي منحت بدورها وضع الوحدات الإدارية الإقليمية.
قبل اعتماد دستور روسيا لعام 1993، كان لهذا النوع من التقسيم الإداري تعريف موحد على كامل أراضي روسيا الاتحادية الاشتراكية السوفياتية. بعد اعتماد دستور عام 1993، لم يعد يتم تحديد الهيكل الإداري الإقليمي للمواطنين الفيدراليين كمسؤولية للحكومة الفيدرالية أو كمسؤولية مشتركة للحكومة الفيدرالية والمواطنين الفيدراليين. يتم تفسير هذه الحالة من الناحية التقليدية من قبل حكومات الرعايا الاتحاديين كإشارة إلى أن مسائل التقسيمات الإدارية الإقليمية هي المسؤولية الوحيدة للمواطنين الفدراليين أنفسهم. نتيجة لذلك، تختلف الهياكل الإدارية الإقليمية الحديثة للمواطنين الفدراليين اختلافًا كبيرًا من كيان فدرالي إلى آخر؛ يتضمن الطريقة التي يتم بها تنظيم السيلسوفيتات واختيار مصطلح للإشارة إلى هذه الكيانات.